# Prästängen, Arvika kommun
Prästängen är en bostadsområde vid sidan av länsväg 172 i västra Arvika. SCB har till 2015 och från 2020 klassat bebyggelsen i området som en del av tätorten Arvika. Mellan 2015 och 2020 definierade SCB bebyggelsen som en egen tätort.

## Befolkningsutveckling
| Befolkningsutvecklingen i Prästängen 2015–2015                 | Befolkningsutvecklingen i Prästängen 2015–2015 | Befolkningsutvecklingen i Prästängen 2015–2015 | Befolkningsutvecklingen i Prästängen 2015–2015 | Befolkningsutvecklingen i Prästängen 2015–2015 |
| -------------------------------------------------------------- | ---------------------------------------------- | ---------------------------------------------- | ---------------------------------------------- | ---------------------------------------------- |
|                                                                |                                                |                                                |                                                |                                                |
| År                                                             |                                                |                                                | Folkmängd                                      | Areal (ha)                                     |
| 2015                                                           | 2015                                           |                                                | 445                                            | 28                                             |
| Anm.: Ny tätort 2015, var före dess en del av tätorten Arvika. |                                                |                                                |                                                |                                                |